# 牛熊分界線
牛熊分界線被視為分別股市牛市與熊市的一條指數平均線，通常以250天平均線，即過去一年（先前250個交易日）的指數收市平均數，作為一個中長線的參考指標。如果指數跌破250天平均線，有些投資者便會認為股市從牛市步入熊市。相反，若突破250天平均線，股市便從熊市步入牛市。
經濟分析員對牛熊分界線有不同看法。有人認為250天平均線不是牛熊分界線，根據由美國新聞記者查爾斯·亨利·道在道氏理論發表的牛熊理論，牛市及熊市的區分在於「心態」。牛市是在極度悲觀的環境下誕生，而熊市則在興高采烈的情況下降臨。牛市或熊市由開始至完結一般可分為三期，而它們可維持多久，則沒有特定時限。投資者要留意牛市及熊市的交接點是沒人能事先預測的，只有在事後才知道。